# Vânătorul de recompense 2049
Vânătorul de recompense 2049 (titlu original: Blade Runner 2049) este un film american neo-noir SF din 2017 regizat de Denis Villeneuve. Rolurile principale sunt interpretate de actorii Harrison Ford, Ryan Gosling și Jared Leto. Premiera a avut loc la 6 octombrie 2017. Este produs de Ridley Scott, scenariu de Hampton Fancher și Michael Green. Este o continuare a filmului din 1982 Vânătorul de recompense (Blade Runner) bazat pe romanul Visează androizii oi electrice? al lui Philip K. Dick.

## Dublajul în limba română
Dublajul a fost realizat de BTI Studios Oradea
- Pavel Sîrghi - K
- Petre Ghimbășan - Dick Deckard
- Georgia Căprărin - Joi
- Anca Sigmirean - Luv
- Gabriela Codrea - Lt. Joshi
- Lucia Rogoz - Mariette
- Corina Cernea - Dr. Ana Stelline
- Sebastian Lupu - Mister Cotton
- Adrian Moraru - Sapper Morton

## Distribuție
- Harrison Ford ca Rick Deckard
- Ryan Gosling
- Robin Wright
- Dave Bautista
- Ana de Armas
- Sylvia Hoeks
- Carla Juri
- Mackenzie Davis
- Barkhad Abdi
- David Dastmalchian
- Hiam Abbass
- Lennie James
- Jared Leto

## Producție
Filmările au început în aprilie 2016.